# Ган Сити (Мисури)
Ган Сити (енгл. Gunn City) град је у америчкој савезној држави Мисури.

## Демографија
По попису из 2010. године број становника је 118, што је 33 (38,8%) становника више него 2000. године.
| Група             | 2000.       | 2010.       |
| Белци             | 85 (100,0%) | 105 (89,0%) |
| Афроамериканци    | 0 (0,0%)    | 1 (0,8%)    |
| Азијати           | 0 (0,0%)    | 0 (0,0%)    |
| Хиспаноамериканци | 0 (0,0%)    | 1 (0,8%)    |
| Укупно            | 85          | 118         |